# Madrid Open (golfe)
O Madrid Open foi um torneio anual masculino de golfe, que foi disputado dentro e ao redor de Madrid, capital da Espanha, entre 1968 e 2007, além da interrupção de sete anos, entre 1994 e 2000. Foi torneio profissional no calendário do PGA European Tour desde 1972 até 2007. A Espanha foi o único país além do Reino Unido a sediar mais de um evento, em 1972, o outro torneio no país era o Aberto da Espanha. O torneio já recebeu vários nomes patrocinados ao longo dos anos. Os prêmios totalizaram, em 2006, em um milhão de euros, a quantidade mais baixa dentro do European Tour.